# Greg Windsperger
Gregory Lee „Greg“ Windsperger (* 30. Dezember 1951 in Minneapolis, Minnesota) ist ein ehemaliger US-amerikanischer Skispringer.
1969 wurde Windsperger Skisprungmeister der Highschools von Minnesota. Ein Jahr später, als Student der University of Wyoming, erreichte er den sechsten Platz bei den NCAA-Meisterschaften. Auf der Skiflugschanze Letalnica bratov Gorišek in Planica stellte er 1974 mit 146 Metern den amerikanischen Skiflugrekord auf. Im Jahr 1976 nahm Windsperger an den Olympischen Winterspielen in Innsbruck teil. Beim Wettbewerb von der Normalschanze erreichte er Rang 34.
Des Weiteren schloss Windsperger die Northern Michigan University ab und arbeitete von 1983 bis 1988 als Nationaltrainer des US-amerikanischen Skisprungteams. Später war er als Vizepräsident einer Firma zur Herstellung flexibler Kunststoffe.